# Constant Omari
Pour les articles homonymes, voir Omari.
Constant Omari Selemani, né le 14 janvier 1958 à Bukavu dans la province du Sud Kivu en République Démocratique du Congo, est originaire de la province du Maniema et président de la Fédération congolaise de football association (FECOFA en sigle) de 2003 à 2021,.

## Formation et Parcours
Ingénieur civil spécialiste en génie ferroviaire, il est directeur de département de la Société commerciale des transports et des ports depuis 1996, gérant notamment le port de Kinshasa ,,.
Nommé premier vice-président depuis 2001,, il prend la tête de la FECOFA en 2003 et démissionne le 16 janvier 2021 en laissant la main à Donatien Tshimanga, alors qu'il est interdit par la FIFA de briquer un autre mandat au conseil de celle-ci, où il siège comme membre depuis 2015,,,.
D'abord, président par intérim à la suite de la maladie et la convalescence du président en exercice Ahmad Ahmad, constant est à nouveau nommé président par intérim de la Confédération africaine de football (CAF en sigle) le 13 novembre 2020 après la suspension prolongée d'Ahmad par la FIFA à la suite d'une affaire avec la commission d'éthique,. Il cède la place le 12 mars 2021 à Patrice Motsepe après les élections,.

### Contentieux avec la FIFA
Début 2021, constant Omari se voit lui aussi poursuivi par la commission d'éthique de la FIFA, ce qui lui vaut la déchéance de son poste à la CAF ainsi que sa qualité de représentant de celle-ci à la FIFA. La commission lui reproche d'une affaire de malversation pour une somme 64 444 Euros des avantages reçus illégalement de Lagardère Sports,.
A ce effet, la confédération décide en date de 18 juin 2021 de lui interdire toute activité footballistique tant nationale qu'internationale durant un an, ainsi qu'une amende égale à la somme perçue illégalement.